# 모리타촌 (아오모리현)
모리타촌(森田村)은 아오모리현 니시쓰가루군에 위치했던 촌이다. 2005년 2월 11일에 쓰가루시가 성립됨에 따라 폐지되었다.

## 연혁
- 1889년 4월 1일 정촌제 시행에 의해 오다테촌, 도코마이촌, 모리타촌, 야마다촌, 나카타촌과 합병해 모리타촌이 성립하였다.
- 2005년 2월 11일, 기즈쿠리정, 가시와촌, 이나가키촌, 샤리키촌과 합병하여 쓰가루시가 되었다.

## 교통

### 전철
- 동일본 여객철도 고노선

### 버스
- 고난 버스